# Cor Boonstra
Cor Boonstra (Leeuwarden, 7 januari 1938 – Amsterdam, 24 mei 2025) was een Nederlands bestuurder en topfunctionaris.

## Levensloop
Boonstra was de zoon van een melkboer. Op 16-jarige leeftijd stopte hij voortijdig met de HBS. Zijn loopbaan begon moeizaam, met weinig succes in diverse functies. De grote vaart bleek niets voor hem, en als verkoper bij margarinefabrikant Van den Bergh & Jurgens ontbrak het hem aan tempo. Zijn doorbraak kwam bij de omvorming van het Unileveronderdeel de Zuivel Handel Maatschappij tot SRV. In 1974 stapte hij over naar Sara Lee, waar hij uiteindelijk voorzitter van de raad van bestuur werd met standplaats Chicago. Eind 1993 ging hij met pensioen, maar hij bleef wel commissaris bij Sara Lee.
Begin 1994 werd hij door toenmalig Philips-topman Jan Timmer naar de raad van bestuur van Philips N.V. gehaald om onder meer een nieuwe impuls te geven aan de merknaam Philips. Boonstra was verantwoordelijk voor de Let's make things better-campagne. Twee jaar na zijn indiensttreding bij Philips werd Boonstra de opvolger van Timmer als bestuursvoorzitter. Na zijn benoeming tot bestuursvoorzitter liet Boonstra fel van zich horen. Tijdens een persconferentie van financieel directeur Eustace bekritiseerde hij het bestuur. Philips was volgens hem een wanordelijke organisatie. Hij verplaatste het hoofdkantoor van Philips van Eindhoven naar Amsterdam. Boonstra herstructureerde de organisatie. Verliesgevende onderdelen, bleeders zoals hij ze noemde, werden afgestoten. Kabelbedrijf UPC, softwarebedrijf BSO/Origin, consumentenelectronica Grundig en platenmaatschappij PolyGram werden verkocht. Philips startte een joint venture in 1997 met LG voor LCD schermen en in 1999 een joint venture voor Led verlichting met Agilent Technologies: Lumileds. In 2001 werd tevens Senseo gelanceerd, een samenwerking tussen Douwe Egberts en Philips. Onder zijn leiding vervijfvoudigde de beurswaarde van Philips. In 2000 werd Boonstra verkozen tot topman van het jaar. Boonstra was bestuursvoorzitter tot 2001 en werd opgevolgd door Gerard Kleisterlee.

## Persoonlijk
Cor Boonstra was getrouwd met Hansje Boonstra-Raatjes. In 1998 overleefde zij ternauwernood een ontvoering. Boonstra had op dat moment al een verhouding met Sylvia Tóth. Enkele jaren later kwam Boonstra in opspraak omdat hij in het jaar 2000 tonnen had verdiend met de handel in aandelen Endemol, waar Sylvia Tóth lid van de raad van commissarissen was, vlak voordat de overname van Endemol door het Spaanse Telefónica bekend werd gemaakt. Enkele maanden later werd Cor Boonstra ook beschuldigd van het niet melden van handel in aandelen Ahold, waar hij zelf commissaris was. Cor Boonstra werd aangeklaagd voor handel met voorkennis. Voor de handel in Ahold werd hij veroordeeld tot een boete van 135.000 euro, voor de handel in aandelen Endemol werd hij vrijgesproken. In het hoger beroep kwam het Openbaar Ministerie met nieuw bewijsmateriaal, maar op 10 december 2004 werd Cor Boonstra opnieuw vrijgesproken van handel met voorkennis (in aandelen Endemol) vanwege gebrek aan bewijs. Het vermogen van Cor Boonstra werd volgens het tijdschrift Quote in 2013 geschat op 20 miljoen euro.
Hij overleed op 24 mei 2025 op 87-jarige leeftijd in Amsterdam.

## Publicaties
- Manfred Bik (2016). Boonstra: 19 lessen uit het leven van Nederlands meest dwarse CEO. Business Contact, Amsterdam. ISBN 978-90-470-0928-3.

Frederik Philips (1891-1899) · Gerard Philips (1891-1922) · Anton Philips (1922-1939) · Frans Otten (1939-1961) · Frits Philips (1961-1971) · Henk van Riemsdijk (1971-1977) · Nico Rodenburg (1977-1981) · Wisse Dekker (1982-1986) · Cor van der Klugt (1986-1990) · Jan Timmer (1990-1996) · Cor Boonstra (1996-2001) · Gerard Kleisterlee (2001-2011) · Frans van Houten (2011-2022) · Roy Jakobs (2022-heden)
- Library of Congress Control Number: n2002117036
- Nederlandse Thesaurus van Auteursnamen: 402196473
- Virtual International Authority File: 41207868
- WorldCat: E39PBJpYBmMyCJdJPR8V8ggkDq